# Лесной (город)
Лесно́й (ранее Свердло́вск-45) — город со статусом закрытого административно-территориального образования в Свердловской области России, административный центр городского округа «Город Лесной».

## География
Город Лесной расположен на восточном склоне Среднего Урала, в 210 километрах (в 245 километрах по автодороге) к северу от Екатеринбурга, на северном берегу Нижнетуринского пруда.
Лесной является закрытым городом. Со всех сторон он огорожен забором с колючей проволокой. Вход (въезд) в город осуществляется по пропускам только через контрольно-пропускные пункты:
- КПП № 1 («центральная вахта») — автомобильный, со стороны улиц Строителей, Ленина и Советской города Нижней Туры;
- КПП № 2 (на некоторых картах КПП № 3, «прудовская вахта») — пешеходный, возле Нижнетуринского пруда;
- КПП № 3 (на некоторых картах КПП № 4, «пятьдесятпервовская вахта») — автомобильный, возле Дорожного проезда в сторону лагеря «Солнышко» и посёлка 51-го квартала.
- КПП № 5 («тридцатьпятовская вахта») — автомобильный — дорога в посёлок Горный со стороны дороги Качканар — Именновский, через о.п. 36-й километр железной дороги Азиатская — Качканар;
- КПП № 7 — железнодорожный, для грузового железнодорожного транспорта;
- КПП № 8 («восьмая вахта») — автомобильный, со стороны дороги Нижняя Тура — Качканар в сторону Промышленного проезда.

Лесной восточной частью примыкает к открытому городу Нижней Туре, где расположена одноимённая железнодорожная станция.
Закрытая территория тянется в основном по левому берегу реки Большой Именной, которая на востоке впадает в Нижнетуринский пруд. Сам город как компактное поселение расположен на северном берегу этого пруда, однако промышленные объекты находятся также вдали от него, в западной части городского округа. В 8 км к западу от города также находится посёлок Горный, нередко упоминаемый среди местных жителей как 35-й квартал.

## История
19 июня 1947 года вышло Постановление Совета Министров СССР о создании завода № 814 по электромагнитному разделению изотопов урана (директор Д. Е. Васильев, научный руководитель Л. А. Арцимович). Завод также назывался Базой № 9.
В июле 1947 года специальная правительственная комиссия одобрила предложение о строительстве этого завода и посёлка при нём северо-западнее населённого пункта Нижняя Тура. Строительство велось силами заключённых ГУЛАГ. 7 августа 1948 года приказом министра внутренних дел СССР было создано Управление исправительно-трудового лагеря и строительства № 1418 МВД СССР. В отдельные годы численность заключённых достигала 20—30 тыс. чел.
К началу 1950 года был смонтирован магнит высотой около 21 метра и весом около 3 тысяч тонн, с двадцатью разделительными камерами, расположенными в зазорах сердечника электромагнита на пяти этажах. В декабре 1950 г. завод выдал первую продукцию — изотоп урана-235.
15 сентября 1951 года Постановлением Совета Министров СССР № 3506-1628сс/оп было намечено изменить профиль предприятия. На его базе основали завод по серийному изготовлению атомных бомб, производительностью 60 единиц в год. Предприятие получило наименование Государственный союзный завод № 418. Директором был назначен А. Я. Мальский, ранее возглавлявший опытный завод № 2 при КБ-11 в Арзамасе-16 (Саров).
В 1950 году в 7 км от Базы-9 началось строительство завода № 718 по регенерации отработанного ядерного топлива и посёлка Горного при нём. Однако летом 1953 года этот недостроенный промышленный объект был перепрофилирован и включён в состав завода № 418.
В 1954 году посёлок получил статус города и стал именоваться «Свердловск-45».
В 1962 году Указом Президиума Верховного Совета СССР за успешное выполнение заданий правительства по выпуску специальных изделий завод № 418 награждён орденом Ленина.
В 1967 году предприятию дали новое имя — завод «Электрохимприбор». С января 1976 года преобразовано в комбинат «Электрохимприбор».
В 1983 году Указом Президиума Верховного Совета СССР за создание и освоение новой техники предприятие удостоено ордена Октябрьской Революции.
В 1994 году город, распоряжением Правительства РФ № 3-р, получил название Лесной. В 1996 году после присоединения нескольких прилегающих селений: Ёлкино (включая посёлок Мельничный), Бушуевка, Таёжный, Чащавита — а также территории бывшего военного посёлка Лесхоза (51-й квартал) — город стал центром муниципального образования «Город Лесной». В 2006 году муниципальному образованию присвоено наименование городской округ «Город Лесной».

## Население
| 1996    | 2000    | 2001    | 2002    | 2003    | 2005    | 2006    | 2007    | 2008    |
| ------- | ------- | ------- | ------- | ------- | ------- | ------- | ------- | ------- |
| 54 500  | ↘54 400 | ↗54 500 | ↘53 195 | ↗53 200 | ↗53 300 | ↘53 200 | ↘53 000 | ↘52 800 |
| 2009    | 2010    | 2011    | 2012    | 2013    | 2014    | 2015    | 2016    | 2017    |
| ↘52 499 | ↘50 363 | ↗50 400 | ↘50 136 | ↘49 684 | ↘49 408 | ↘49 338 | ↘49 111 | ↗49 149 |
| 2018    | 2019    | 2020    | 2021    | 2023    |         |         |         |         |
| ↘49 056 | ↘49 054 | ↗49 256 | ↘48 261 | ↘48 231 |         |         |         |         |

На 1 января 2025 года по численности населения город находился на 326-м месте из 1124 городов Российской Федерации.

## Органы власти
Работа представительной и исполнительной власти осуществляется на основании устава городского округа. Высшее должностное лицо — глава городского округа «Город Лесной». Он избирается сроком на 5 лет Думой городского округа из числа кандидатов, представленных конкурсной комиссией. Представительный орган власти — дума городского округа «Город Лесной». Она состоит из 20 депутатов, избираемых на 5 лет. Также в структуру органов местного самоуправления входит исполнительно-распорядительный орган власти — администрация городского округа.

## Экономика
Градообразующее предприятие — комбинат «Электрохимприбор». Предприятие многопрофильное, выпускает военную продукцию, стабильные изотопы, гражданскую продукцию, товары народного потребления, а также реализует ряд конверсионных проектов.
Строительство — вторая по значимости отрасль экономики города. Здесь располагалась одна из крупнейших в области строительных организаций — СП «ОАО „Североуральское управление строительства“», обанкротившаяся в 2013 году.
Услуги по внутригородским и междугородним перевозкам оказывает ОАО «Автотранспортное предприятие». Особое место в экономике города занимает коммунальное хозяйство и предприятия сферы обслуживания населения: МУП «Комбинат благоустройства», МУП «Энергосети», муниципальное унитарное «Производственное жилищное ремонтно-эксплуатационное предприятие», МУП «ВАФ» и многие другие.
На территории города расположено более 300 объектов торговли и общественного питания, около 500 малых предприятий и учреждений различных форм собственности и направлений деятельности.
Финансово-кредитный рынок обслуживают филиалы 7 коммерческих банков. Основным фактором, сдерживающим экономическое развитие города, является отсутствие свободного оборота земель (продажа земли де-факто запрещена, она сдаётся в аренду на 49 лет). Однако на присоединённых в 2006 г. территориях города (около 25 %) городских земель существует свободный оборот земель, ранее приобретённых в собственность.

### ТОР «Лесной»
Постановлением Правительства РФ от 12 февраля 2019 г. № 131 утверждён статус территории опережающего социально-экономического развития — ТОСЭР (ТОР).

## Экологическая ситуация
В природном радиоэкологическом отношении город Лесной расположен между Висимской и Тагильской радиогенными зонами с естественным радиационным фоном 0,09 мкЗв/ч ((10…15)мкР/ч). Радоноопасность почвенного воздуха территории оценивается как незначительная, в максимумах не превышающая 50Бк/л, и обусловлена природными факторами (в основном тектоникой региона).
Взаимодействие ФГУП «Комбинат «Электрохимприбор» с окружающей средой происходит на всех стадиях производства и реализации продукции комбината. Предприятие осуществляет постоянный контроль экологической обстановки в зоне влияния своей деятельности и принимает меры по минимизации отрицательного воздействия на окружающую среду, обеспечению безопасности персонала, предупреждению возникновения несоответствий, что позволяет улучшать условия труда и предотвращать ущерб обществу в процессе выпуска военной и гражданской продукции.
Предприятие является крупным потребителем воды, осуществляет сбросы сточных вод в поверхностные водоёмы, выбросы в атмосферу, размещает образующиеся отходы производства на собственных полигонах промышленных отходов «Берёза» и радиоактивных отходов «Сосна». Разумное сочетание производственно-экономической деятельности с научно-обоснованной природоохранной политикой, объединение их в единый комплекс решаемых вопросов обеспечивает развитие комбината. Предприятие имеет все разрешительные документы и лицензии, предусмотренные законодательством в области охраны окружающей среды и экологической безопасности. В целом, воздействие предприятия на окружающую среду оценивается как допустимое.
Комбинат «Электрохимприбор» - одно из предприятий Свердловской области, где более тридцати лет назад была создана профессиональная природоохранная служба, ныне отдел рационального природопользования и экологии (РПиЭ), квалифицированные специалисты которого обеспечивают постоянный производственный экологический контроль, эффективное функционирование и развитие системы экологического менеджмента (СЭМ), реализацию основных направлений Экологической политики. В состав отдела РПиЭ входят группа по разработке экологических нормативов и контрольно-испытательная лаборатория.
Кроме того на предприятии функционирует экоаналитический центр (ЭАЦ), в состав которого входят контрольно-испытательная аналитическая лаборатория отдела РПиЭ, Центральная лаборатория комбината, химическая лаборатория цеха водоснабжения и водоотведения.
Экоаналитический центр ФГУП «Комбинат «Электрохимприбор» оснащён приборами ведущих мировых фирм в области экоаналитического контроля природной среды. Для постоянного экологического мониторинга состояния окружающей среды ЭАЦ оснащён передвижным экологическим постом ПЭП-1 на базе автомобиля «Газель-2705» для контроля качества атмосферного воздуха на границе санитарно-защитной зоны предприятия и прилегающей жилой застройки.
3 июля 2006 года на комбинате «Электрохимприбор» произошло возгорание 13 брикетов стружки урана-238 (т. н. обеднённого урана). Через несколько часов пожар был ликвидирован, а с ликвидаторов взяли подписку о неразглашении.

## Социальная сфера

### Образование
Работают 24 детских дошкольных учреждения, 13 школ, лицей, 4 учреждения дополнительного образования, центр диагностики и развития детей, детская музыкальная школа, детская школа искусств, детская школа хореографии.
Профессиональное образование на территории города представляют полипрофильный техникум им. О. Терёшкина, Североуральский политехникум и филиалы 3 высших учебных заведений:  Технологический институт НИЯУ МИФИ (филиал Национального исследовательского ядерного университета «МИФИ»), филиалы Уральского института экономики, управления и права, Уральского федерального университета.

### Культура
Действуют 14 учреждений культуры, среди них Социально-культурно-досуговый центр «Современник», Дом творчества молодёжи «Юность», Центральная городская библиотека им. П. П. Бажова, городская детская библиотека им. А. П. Гайдара, музейно-выставочный комплекс, парк культуры и отдыха, культурно-оздоровительный клуб «Златоцвет» и др.

### СМИ
Действует муниципальная телестудия «Спектр МАИ»; издаются муниципальная газета «Вестник» и частная газета «Резонанс». Также городские события в Лесном освещает сетевое издание «Открытый Лесной». Вещают радиостанции:
- «Радио СИ» — 91,2 FM
- «Интерра FM» — 91,6 FM
- «Русское радио» — 101,3 FM
- «Авторадио» — 103,8 FM
- «Европа Плюс» — 104,9 FM
- «Норд FM» — 105,3 FM
- «Pilot FM» — 106,2 FM

### Спорт
На землях городского округа расположено 185 спортивных сооружений, среди которых: 1 стадион, 50 спортивных залов, 8 бассейнов (в том числе 1 школьный и 5 дошкольных), 1 школа единоборств, 1 лыжная база, 3 сооружения для стрелковых видов спорта (2 тира и 1 стрельбище), 84 плоскостных сооружения (поля, площадки, корты, спортивные ядра, площадки для подвижных игр) и 38 других спортивных объектов (тренажёрные залы, залы общей физической подготовки, шейпинга, борьбы и др). Культивируется 38 видов спорта, работают общественные федерации по 26 видам спорта. В детско-юношеских спортивных школах города обучается около 2,2 тыс. учащихся. Ежегодно в городском округе организуется около 290 физкультурно-массовых и спортивных мероприятий, участниками которых становятся до 30 тыс. чел.
Лесной подготовил 10 олимпийцев, 46 чемпионов мира, Европы, СССР, России.

### Здравоохранение
Основное учреждение здравоохранения — ФГБУЗ «Центральная медико-санитарная часть № 91» Федерального медико-биологического агентства России, в состав которой входят 15 стационарных отделений, 4 поликлиники, амбулатории. Дополнительные оздоровительные и профилактические процедуры представлены в МУСП «Санаторий-профилакторий Солнышко».

## Достопримечательности

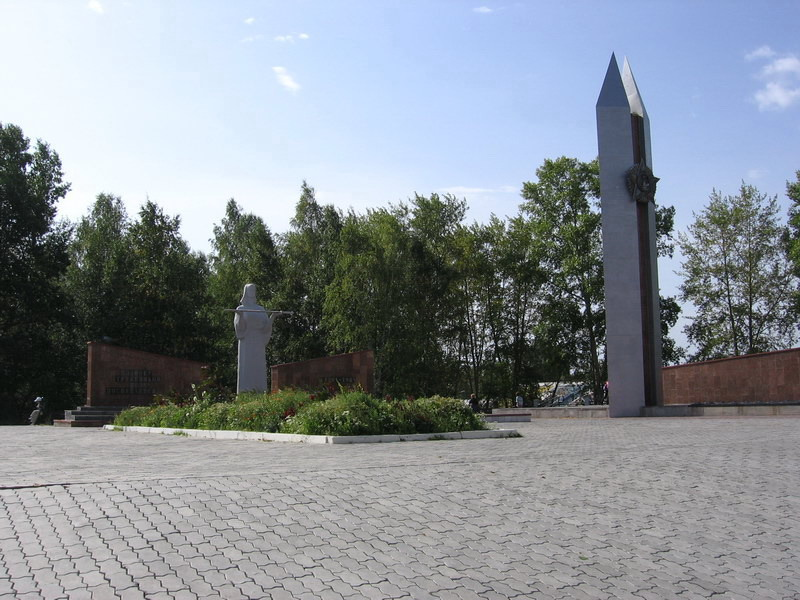
Мемориал участникам Великой Отечественной войны

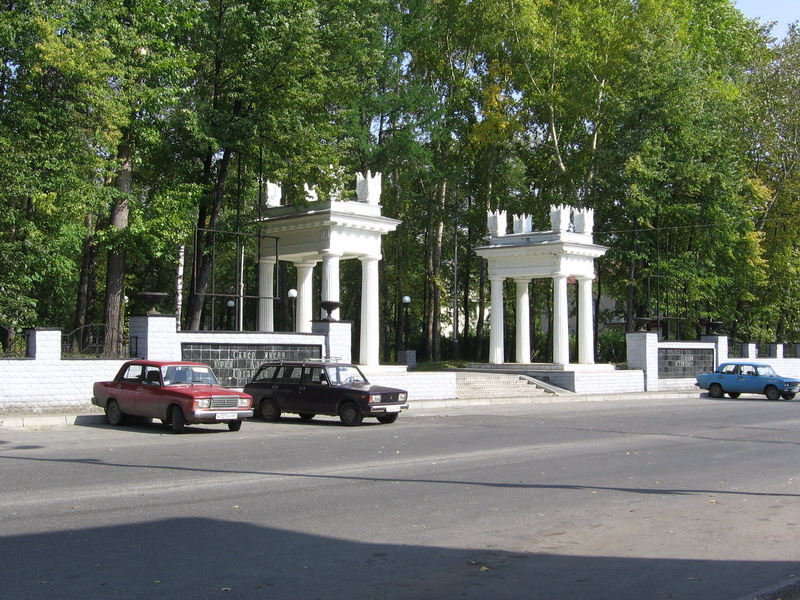
Сквер имени Гагарина

По мнению издания «Форбс», Лесной находится в списке десяти закрытых городов России, в которых стоит побывать. Главные улицы —  Коммунистический проспект и улица Ленина.

### Мемориалы
- Мемориал участникам Великой Отечественной войны (1967, авт. В. А. Бондарев; реконструирован и дополнен в 2000 и 2009 гг.)[31]
- Памятник В. И. Ленину (1987, скульптор А. С. Гилёв)[31]
- Мемориал в память о погибших в локальных войнах жителях Лесного (1999, дополнен в 2001. Скульптор А. А. Полевой, архитекторы О. В. Новиков и Л. Д. Козицкая)[31]
- Памятник академику АН СССР Л. А. Арцимовичу (2015, скульптор К. В. Грюнберг)
- Памятный знак в честь первостроителей города Лесного (2017, студия «Олтос»)

### Памятники архитектуры
- Здание СКДЦ «Современник» (1957, арх. М. В. Братцев)[31]
- Здание кинотеатра «Ретро» (1958)[31]

### Объекты, связанные с пребыванием заключённых
- Территория бывшего известкового завода (Ёлкино, пос. Мельничный)[31]
- Бывший барак усиленного режима (Ёлкино, пос. Мельничный)[31]
- Бывший штрафной изолятор (Карьер-1, территория к/с № 12)[31]
- Поклонный крест у места захоронения заключённых (пос. Горный, 2004)[31]

### Храмы
- Свято-Никольская церковь в посёлке Ёлкино (1911, освящена в 1913)[31]
- Церковь во имя Святой Великомученицы Екатерины в посёлке Горный (заложена в 2001, освящена в 2010)[31]
- Храм во имя Святого Праведного Симеона Верхотурского (освящён в 2015)[31]
- Архиерейское подворье в честь иконы Божией Матери «Неопалимая Купина» (освящено в 2015)

### Памятники природы
- Ёлкинские известняковые скалы на реке Тура[31]

## Кладбища

### Старое нижнетуринское
Возникло в соседней Нижней Туре в конце XVIII века, с первыми захоронениями строивших железоделательный завод рекрутов. Располагалось за строениями Нижнетуринского госпиталя и богадельни Я. Н. Бурдакова, в полуверсте от завода. Закрыто в конце 1930-х годов. В 1940-е было частично разрушено — кладбищенские мраморные памятники использовались нижнетуринским металлургическим заводом для производственных нужд. Окончательно снесено в 70-80-е годы XX века при строительстве жилых домов на территории Лесного и гаражей на территории Нижней Туры. Ныне — это район центральной вахты (КПП-1) города Лесного. Состояло из двух участков, разделённых узкой дорогой (ныне — улица Островского в Лесном).

### "Кривошеинское"
Расположено на южной окраине Лесного, недалеко от берега Нижнетуринского пруда (водохранилища). Начиналось с могилы жителя Нижней Туры, участника Великой Отечественной А. Ф. Кривошеина (1908—1948). Здесь похоронены некоторые из первостроителей Лесного, а также А. З. Васильева (1876—1952) — мать первого директора завода, одного из основателей города Д. Е. Васильева. Закрыто решением исполкома Свердловска-45 № 348 от 16 ноября 1970 года с 1 января 1971 года.
В декабре 2000 года вышли совместные Постановления № 2172 и 1240 Глав Нижне-Туринского и Лесного муниципальных образований, а также Председателей Дум этих муниципальных образований о закрытии данного кладбища и находящегося неподалёку от него вероисповедального (мусульманского) кладбища.

### Старое вероисповедальное (мусульманское)
Основано мусульманами Нижней Туры в конце 1940-х. Расположено неподалёку от Кривошеинского, в черте города Лесного (за улицей Васильева). Пребывает в заброшенном состоянии.

### Старое городское
Расположено на территории Лесного, за микрорайоном Перевалка (75 пикет). Открыто в 1954 году. В марте 1991-го по предписанию городской СЭС захоронения здесь были прекращены, возобновлены в сентябре 1993-го. На этом кладбище похоронены многие известные люди города: Лауреаты государственных премий, Герои Советского Союза и России, Герои Труда, Почётные граждане Лесного.

### Новое городское
Расположено в районе 42 квартала Лесного. Открыто 1 июня 2005 года.